# 61 Korpus Strzelecki (ZSRR)
61 Radomski Korpus Strzelecki (ros. 61-й стрелковый корпус)  – wyższy związek taktyczny piechoty Armii Czerwonej z okresu II wojny światowej.

## Formowania i walki
61 Korpus Strzelecki sformowany został w 1941 roku. Jego szlak bojowy w walce z armią niemiecką prowadził z rejonu Wiaźmy przez Lenino, Łuck, Lublin, Puławy, Radom, Łódź Środę Wielkopolską i Frankfurt nad Odrą, a zakończył się na wschód od Magdeburga.
Uczestnicząc w ofensywie styczniowej Armii Czerwonej żołnierze 61 KS 16 stycznia 1945 zdobyli Radom. W czasie walk na ziemiach polskich oraz operacji berlińskiej prowadzonej na terytorium III Rzeszy 61 KS wchodził w skład 69 Armii.
Za wykazane męstwo i odwagę w walkach o Radom jednostka otrzymała nazwę: 61 Radomski Korpus Strzelecki.

## Dowódcy korpusu
- gen. mjr Fiodor Bakunin (04.01.1940 - 23.11.1941)
- gen. por. Iwan Grigorjewski[6] (29.05.1944 - 09.05.1945)[1]

## Struktura organizacyjna
Skład 22 czerwca 1941:
- 110 Dywizja Piechoty,
- 144 Dywizja Piechoty,
- 172 Dywizja Piechoty.

Skład 1 czerwca 1944:
- 134 Dywizja Piechoty,
- 247 Dywizja Piechoty,
- 274 Dywizja Piechoty.

Skład 16 kwietnia 1945:
- 134 Dywizja Piechoty,
- 246 Dywizja Piechoty,
- 247 Dywizja Piechoty.